# La Zubia
La Zubia és un municipi de la província de Granada, situat a mig camí entre la Vega de Granada i Sierra Nevada. Limita amb els municipis de Cájar, Monachil, Dílar, Gójar, Ogíjares i Granada.